# Scelolophia
Scelolophia är ett släkte av fjärilar. Scelolophia ingår i familjen mätare.

## Dottertaxa tillScelolophia, i alfabetisk ordning[1]
- Scelolophia amechana
- Scelolophia astota
- Scelolophia borrigaria
- Scelolophia carnearia
- Scelolophia catagompha
- Scelolophia circumducta
- Scelolophia concessata
- Scelolophia concololaria
- Scelolophia concoloraria
- Scelolophia crossi
- Scelolophia crossii
- Scelolophia damaria
- Scelolophia delectabiliaria
- Scelolophia desmogramma
- Scelolophia devolutaria
- Scelolophia exanimaria
- Scelolophia flavicostaria
- Scelolophia floridata
- Scelolophia formosa
- Scelolophia fragmentata
- Scelolophia gerocoma
- Scelolophia gustaria
- Scelolophia hegeter
- Scelolophia hepaticaria
- Scelolophia ignifera
- Scelolophia inornata
- Scelolophia insutaria
- Scelolophia laevitaria
- Scelolophia latifasciata
- Scelolophia littoralis
- Scelolophia majuscula
- Scelolophia nursica
- Scelolophia nycteis
- Scelolophia olivaceata
- Scelolophia pannaria
- Scelolophia pappasaria
- Scelolophia penthemaria
- Scelolophia penumbrata
- Scelolophia phorcaria
- Scelolophia phyrctaria
- Scelolophia ptyctographa
- Scelolophia purpurascens
- Scelolophia purpurata
- Scelolophia purpuria
- Scelolophia purpurissata
- Scelolophia randaria
- Scelolophia rectimargo
- Scelolophia rescindaria
- Scelolophia rivularia
- Scelolophia roseoliva
- Scelolophia rubrotincta
- Scelolophia subrosea
- Scelolophia subroseata
- Scelolophia subrubella
- Scelolophia terminata
- Scelolophia tremularia
- Scelolophia turbata
- Scelolophia uniformata
- Scelolophia variabilis